# 杨杰只哥
杨杰只哥（1199年—1239年），燕京宝坻人，元朝将军、总管，被誉为飞将军，并被赐名为拔都。

## 生平
世代务农。杨杰只哥年少便有勇有谋。元太祖征伐燕赵时，其人率族归附。先随大军攻辽东，后随阿术鲁平定西夏。窝阔台元年（1229年），拖雷赐其彩缎，令其随阿术鲁攻信安，阿术鲁命他裁决军务。杨杰只哥只身入城说降，毫无惧色，从容说道：“今齐、鲁、燕、赵，地方数千里，郡县都相继投降，唯君凭恃此一孤城，内无粮储，外无援军，灭亡指日可待。为君着想，不如投降，可保你富贵而免于死亡。”张进沉默后说：“暂且等等。”之后杨杰只哥又往返三次，张进最终决定投降。元太宗三年，大名太守苏椿反叛，蒙军随即讨平，生擒苏椿。诸将要屠杀全城，杨杰只哥说：“恨一人而杀万家，这不是安抚百姓之道。”众以为是。从此，滑州、浚州等州相继投诚。元太宗四年，蒙军进攻徐州，但不能渡过黄河。杨杰只哥探知有敌军驾船伏于草泽中，自率劲卒数人袭击，夺取舟船，大军得以渡过黄河，河南诸郡三万户投降。进攻徐州，金将国用安抵御，杨杰只哥率百余骑冲入敌阵中，大败敌军，擒一将而还。当时，铁木哥斡赤斤驻兵河上，看见杨杰只哥如此英雄，赐名拔都，授金符，命总管新附军民。太宗七年，特赐杨杰只哥民户租赋。元太宗九年，随阿术鲁攻归德，杨杰只哥指挥诸将以草做筏，渡过城濠直抵城下，先登之功，攻克归德。此后又攻占五州十县四堡二寨。元太宗十一年，宋军进攻归德，为杨杰只哥击败。杨杰只哥率水军追击，转战中流，不幸溺死。享年四十岁。

## 家族
儿子：杨孝先，官至佥江北淮东道肃政廉访司事。杨孝友，官至镇江路总管。

## 延伸阅读
[在维基数据编辑]
 《元史/卷152》，出自宋濂《元史》
 《新元史/卷143》，出自柯劭忞《新元史》